# CBS 교계뉴스
《CBS 교계뉴스》는 대한민국의 방송국 기독교방송의 라디오 채널 CBS 표준FM에서 매일 새벽 4시 55분, 매일 밤 11시에 방송되는 라디오 뉴스 프로그램이며 기독교 교계 소식을 전한다. 단, 이 프로그램은 모두 전국방송이다.

## 같이 보기
- CBS 표준FM

| CBS 표준FM 프로그램      |                          |                          |
| 이전                     | CBS 교계뉴스             | 다음                     |
| 새아침입니다             | CBS 교계뉴스             | 날마다 주님과 함께       |
| 새벽 4시 ~ 새벽 4시 55분 | 새벽 4시 55분 ~ 새벽 5시 | 새벽 5시 ~ 새벽 5시 30분 |
|                          |                          |                          |

| CBS 표준FM 프로그램   |                       |                       |
| 이전                  | CBS 교계뉴스          | 다음                  |
| CCM 캠프 1부          | CBS 교계뉴스          | CCM 캠프 2부          |
| 밤 10시 5분 ~ 밤 11시 | 밤 11시 ~ 밤 11시 5분 | 밤 11시 5분 ~ 밤 12시 |
|                       |                       |                       |